# Masca platypoda
Masca platypoda là một loài bướm đêm trong họ Erebidae.